# عبد الوهاب عيساوي
عبد الوهاب عيساوي كاتب وروائي جزائري يعد من الكتاب الشباب في الجزائر، وهو أول جزائري يفوز بجائزة البوكر العالمية للرواية العربية عام 2020.

## سيرته الذاتية

### مولده ونشأته
ولد عبد الوهاب عيساوي مارس 1985 بمدينة الزعفران الجلفة حاسي بحبح ولاية الجلفة
تخرّج من جامعة زيّان عاشور مهندس الكتروميكانيك 
حاصل على شهادة ماستر في النقد المسرحي من المعهد العالي لمهن فنون العرض -ismas- برج الكيفان، الجزائر العاصمة، 
حاصل على شهادة ليسانس في الحقوق من جامعة أمحمد بوقرة بولاية بومرداس.
يعمل حاليا مدير المكتبة الرئيسية للمطالعة العمومية عبد الرحمان بن حميدة ولاية بومرداس

## مؤلفاته
- سييرا دي مويرتي عن الرابطة الولائية للفكر والإبداع –الجزائر – 2014. دار الساقي-بيروت- 2015.
- سينما جاكوب عن دار فيسيرا -الجزائر- 2013.
- الدوائر والأبواب -2018 – دار سعاد الصباح-الكويت. -2017 – دار ميم-الجزائر
- سفر أعمال المنسيين -2018-جائزة كتارا-قطر
- الديوان الإسبرطي – 2018 – دار ميم – الجزائر، دار مسكلياني 2020.
- عقدة ستالين -2024- دار مسكلياني، الإمارات، دار خيال الجزائر 2025.
- حبل الجدة طوما -2025- دار تشكيل، السعودية 2025.

## المجموعات القصصية
- مجاز السرو -منشورات بغدادي- الجزائر- 2016. دار ضمة الجزائرية بالاشتراك مع دار خطوط وظلال الأردنية 2020.

## الجوائز
فاز الكاتب بعدة جوائز أهمها:
- 2020 جائزة العالمية للرواية العربية عام البوكر عن روايته «الديوان الإسبرطي»[4]
- 2017 :جائزة سعاد الصباح للرواية عام عن رواية «الدوائر والأبواب» 2017.
- 2017 :جائزة كتارا للرواية غير المنشورة عن روايته «سفر أعمال المنسيين» [5]
- 2017 :القائمة الطويلة في مسابقة الهيئة العربية للمسرح عن مسرحية «ما يتركه الآباء للأبناء»
- 2015 :جائزة آسيا جبار للرواية «أعلى جائزة للرواية في الجزائر»
- 2014: الجائزة الثانية في القصة القصيرة في المهرجان الدولي للأدب وكتاب الشباب
- 2013 :تنويه في جائزة الشارقة للابداع العربي عن المجموعة القصصية «حقول الصفصاف»
- 2012 :الجائزة الأولى في الرواية في مسابقة رئيس الجمهورية -الجزائر. .عن رواية «سينما جاكوب»

## مشاركات
- 2016 :شارك في «ندوة» الجائزة العالمية للرواية العربية (ورشة إبداع للكتاب الشباب الموهوبين) [6]